# Сан Пјеро Пати
Сан Пјеро Пати (итал. San Piero Patti) је насеље у Италији у округу Месина, региону Сицилија.
Према процени из 2011. у насељу је живело 2056 становника. Насеље се налази на надморској висини од 442 м.

## Становништво
Према резултатима пописа становништва 2011. у општини је живело 3.082 становника.
| 1931. | 1936. | 1951. | 1961. | 1971. | 1981. | 1991. | 2001. | 2011. |
| ----- | ----- | ----- | ----- | ----- | ----- | ----- | ----- | ----- |
| 6.093 | 6.095 | 6.023 | 5.524 | 4.657 | 4.157 | 3.938 | 3.511 | 3.082 |